# Ер'ян Оухтерлоні
Ер'ян Оухтерлоні (швед. Örjan Ouchterlony; 14 січня 1914 — 25 вересня 2004) — шведський бактеріолог та імунолог, який винайшов реакцію подвійної імунодифузії в гелі у 40-х роках XX століття.

## Біографія
Оухтерлоні служив військовим біологом у Фінляндії з 1939 по 1942 рік. У 1942 році він став ліценціатом медицини в Каролінському інституті, а у 1949 році став доктором медицини та доцентом. Оухтерлоні працював професором бактеріології в Гетеборзькому університеті у 1952—1980 роках. У докторській дисертації він описав новий метод, який нині відомий як реакція подвійної імунодифузії в гелі за Оухтерлоні.
Оухтерлоні був запрошеним професором у ряді закордонних університетів, зокрема в Гарварді. Важливим є його науковий доробок щодо заходів боротьби з холерою. У 1960 році його обрано членом Уппсальського королівського наукового товариства, а у 1968 році — членом Шведської королівської академії наук.